# Альфред Гаубольд
Альфред Карл Гаубольд (нім. Alfred Karl Haubold; 28 жовтня 1887, Ельсніц — 27 лютого 1969, Кельн) — німецький офіцер, генерал зенітних військ. Кавалер Німецького хреста в золоті.

## Біографія
1 березня 1908 року вступив у 12-й (1-й Саксонський) польовий артилерійський полк. Учасник Першої світової війни, командував ротою, займав штабні посади. З 26 червня 1918 року — командир 58-го Саксонського пішого артилерійського дивізіону. 
Після демобілізації армії залишений в рейхсвері, командир батареї. 1 лютого 1930 року переведений в комендатуру Берліна, 1 квітня 1933 року — в Імперське військове міністерство. З 1 жовтня 1934 року — начальник зенітного училища в Деберіці. 1 квітня 1935 року зарахований в люфтваффе і призначений командиром зенітного училища в Вустрові. З 1 лютого 1938 року — інспектор зенітної артилерії люфтваффе. 
14 листопада 1939 року очолив зенітні частини, дислоковані в 6-му і 11-му авіаційних областях. 10 травня 1940 року призначений начальником авіаційної області «Голландія», а 1 липня 1940 року — 3-ї авіаційної області з штаб-квартирою в Берліні. 1 серпня 1943 року переведений в резерв ОКЛ, а 30 вересня 1943 року звільнений у відставку. 
15 червня 1945 року заарештований в Дрездені органами радянської контррозвідки СМЕРШ. Утримувався у в'язниці Бауцена і різних таборах на території Німеччини. 24 вересня 1949 року переданий владі ФРН і звільнений.

## Звання
- Фенріх (1908)
- Лейтенант (23 вересня 1909)
- Оберлейтенант (16 жовтня 1914)
- Гауптман (16 листопада 1916)
- Майор (1 грудня 1929)
- Оберстлейтенант (1 січня 1934)
- Оберст (1 жовтня 1935)
- Генерал-майор (1 квітня 1938)
- Генерал-лейтенант (1 квітня 1940)
- Генерал зенітних військ (1 жовтня 1941)

## Нагороди
- Залізний хрест 2-го і 1-го класу
- Орден Альберта (Саксонія), лицарський хрест 1-го класу з мечами і короною
- Військовий орден Святого Генріха, лицарський хрест (11 січня 1915)
- Почесний хрест ветерана війни з мечами
- Медаль «За вислугу років у Вермахті» 4-го, 3-го, 2-го і 1-го класу (25 років)
- Хрест Воєнних заслуг 2-го і 1-го класу з мечами
- Німецький хрест в сріблі (11 жовтня або 1 листопада 1943)